# Jorge Mazzini
Jorge Mazzini (1950- ) es un autor, productor y director argentino que ha transitado un largo camino en el teatro, aunque también ha incursionado en la televisión. Coincidiendo con sus cincuenta años de profesión, la Legislatura de la Ciudad Autónoma de Buenos Aires le ha otorgado un reconocimiento a su trayectoria artística, por iniciativa del diputado Daniel Del Sol, con dictamen de la Comisión de Cultura (comunicado oficial, apartado distinciones y reconocimientos).

## Comienzos
Su primer vínculo con el teatro se produce a los 14 años de edad. Se recibe de escenógrafo a los 19 años y luego se avoca a estudiar otras disciplinas que lo conducen a completar su formación como director.
A los 23 años, en una misión cultural, representó al país ante el Gobierno de México. A su regreso asumió, por un breve período, la Dirección de Cultura de la Municipalidad de Lomas de Zamora.
A fines de los años 70, construye e inaugura el Teatro Buenos Aires, sala que se mantiene activa en el corazón teatral de Buenos Aires.
En 1989 se hizo cargo de la Producción Artística del Teatro Presidente Alvear.
Si bien es cierto que en los primeros 25 años de profesión prevalecieron los títulos del teatro de prosa y alguna experiencia en el teatro musical, en 1990/91, en el Teatro Nacional Cervantes, dirige su primer espectáculo teatral en danza flamenca (Yerma). Una versión de Ricardo Halac de la obra de Federico García Lorca con música original de Ángel Mahler. Esa experiencia se convirtió en una bisagra en su trayectoria. Desde ese momento, el flamenco y la copla aparecen en sus creaciones con mucha frecuencia. No obstante esto él afirma: «La verdad que me sorprende cuando algunos medios dicen que soy el referente obligado del flamenco y la copla en la Argentina, yo me siento un hombre de teatro en el más amplio espectro».
En los primeros años de profesión fundó la Comedia Municipal de Lomas de Zamora donde dirigió los siguientes títulos: Aquí Vengo Filadelfia (1970) de Brian Friel; Del Cid a Machado (1971) de Gerardo Bosc y Jorge Mazzini; La llave, Antes del desayuno, Sobre el daño que hace el tabaco (1971) de Humberto Constantini-Jean Cocteau-Antón Chéjov; Escorial (1971) de Michel de Ghelderode; La Endemoniada (1972) de Carl Schoenherr; y Los Persas (1972) de Esquilo. 
A comienzos de 1973 se radica en México donde dirige Voces de España y América (1973) Selección de obras de poetas hispanoamericanos; y también Historias del Zoo (1973) de Edward Albee. Teatro de las Américas
A partir de entonces, completa su formación en distintas disciplinas y comienza una ininterrumpida etapa creativa hasta la actualidad. En ese trayecto ha dirigido a los siguientes actores: Beatriz Bonnet, Rubén Stella, Jorge Luz, Aída Luz, Aurora Bautista, Anibal Silveira, Florencia Peña, Julia Calvo, Fabián Gianola, Julián Weich, María Luisa Robledo, Julio de Grazia, Norma Pons, Enrique Liporace, Ana Acosta, Daniel Miglioranza, Ana María Casó, Haydée Padilla, Juan Carlos Dual, Martin O'Connor, Fernando Siro, Gloria Montes, Carolina Papaleo, Eloísa Cañizares, Hilda Bernard, Franklin Caicedo, Graciela Pal, Irma Roy, Márgara Alonso, Diana Maggi, Ana Padilla, Elena Lucena, Miguel Habud, Ámbar La Fox, Marcela López Rey, Tino Pascali, Guillermo Rico, Jorge Sobral, Cristina Alberó, Mónica Salvador, Juan Carlos Puppo, Carmen Vallejo y Dora Prince, entre muchos otros.  Así también ha dirigido a primeros bailarines y cantantes del Teatro Colón y a las más destacadas figuras del género español de la Argentina.

## Obra
| Año       | Obra | Teatro | Rol                                                          |
| --------- | --- | --- | ------------------------------------------------------------ |
| 1976      | La Cenicienta (Comedia Musical)                                                                                       | Teatro Estrellas                                                                                                | Libro y dirección                                            |
| 1977-1978 | Ciclo de Cantautores Argentinos                                                                                       | Teatro Buenos Aires                                                                                             | Producción                                                   |
| 1980      | Ángeles de Buenos Aires                                                                                               | Teatro Buenos Aires                                                                                             | Dirección                                                    |
| 1981      | Raíces Nuestras | Teatro Buenos Aires                                                                                             | Escenografía e iluminación                                   |
| 1982      | Los Japoneses No Esperan                                                                                              | Teatro Necochea                                                                                                 | Dirección                                                    |
| 1983      | Contrafiguras | Sala Planeta | Co-autor, escenografía y dirección                           |
| 1984      | Historias Para Ser Contadas                                                                                           | Auditorio Bauen                                                                                                 | Dirección                                                    |
| 1985      | Arriba El Humor | Piccolo Teatro                                                                                                  | Libro y dirección                                            |
| 1986      | Mon Amour Hotel | Auditorio Necochea y Gira                                                                                       | Co-autor, producción y dirección                             |
| 1987      | Tango en el Bauen | Auditorio Bauen                                                                                                 | Producción y dirección                                       |
| 1988      | La Yapa | Centro Cultural General San Martín                                                                              | Producción y dirección                                       |
| 1988      | Mi Viudo Tiene Un Marido                                                                                              | Teatro Amarcord y Gira                                                                                          | Libro y dirección                                            |
| 1988      | Juego de Espejos | Piccolo Teatro                                                                                                  | Dirección                                                    |
| 1989      | Homenaje a Discepolo Virginia Luque, Tania (cantante)y Gran Elenco                                                    | Centro Cultural General San Martín                                                                              | Puesta en escena                                             |
| 1989      | Homenaje a Cátulo Castillo Susana Rinaldi, Ballet y Orquesta                                                          | Centro Cultural General San Martín                                                                              | Puesta en escena                                             |
| 1989      | Homenaje a González Tuñon Inda Ledesma, Emilio Alfaro y Norma Aleandro                                                | Centro Cultural General San Martín                                                                              | Puesta en escena                                             |
| 1989      | Homenaje a Nini Marshall Ciudadana ilustre Jorge Luz, Cecilia Rosetto, Las Gambas al Ajillo, Batato Barea y Los Melli | Centro Cultural General San Martín                                                                              | Puesta en escena                                             |
| 1989-1990 | La Valija | Piccolo Teatro y Gira                                                                                           | Dirección                                                    |
| 1990      | Bravo | Teatro Presidente Alvear                                                                                        | Dirección                                                    |
| 1990      | Los Inolvidables Años De La Radio                                                                                     | Teatro Regio (Buenos Aires)                                                                                     | Dirección                                                    |
| 1990-1991 | Yerma | Teatro Nacional Cervantes                                                                                       | Dirección                                                    |
| 1991      | Falsificaciones | Teatro Amarcord y Gira                                                                                          | Libro y dirección                                            |
| 1991      | Las D'Enfrente Comedia Musical                                                                                        | Teatro Presidente Alvear                                                                                        | Dirección                                                    |
| 1992-1993 | España Canta | Museo de Arte Hispanoamericano Isaac Fernández Blanco Teatro Presidente Alvear                                  | Libro y dirección                                            |
| 1992      | Carmen | Teatro Del Globo                                                                                                | Libro y dirección                                            |
| 1992      | España En El Astral                                                                                                   | Teatro Astral                                                                                                   | Producción y puesta en escena                                |
| 1992      | Mi Adorable Poliyita Comedia Musical con Carolina Papaleo                                                             | Auditorio Bauen Teatro Presidente Alvear                                                                        | Libro y dirección                                            |
| 1993      | España De Fiesta | Teatro La Campana                                                                                               | Dirección                                                    |
| 1993      | Zarzuela, Lorca y Flamenco                                                                                            | Teatro Lola Membrives                                                                                           | Producción y dirección                                       |
| 1993-1994 | Una Noche Bien Movida                                                                                                 | Teatro La Campana Teatro Alberdi Gira                                                                           | Libro y dirección                                            |
| 1994      | Toco y Me Voy | Teatro San Bernardo Gira                                                                                        | Libro                                                        |
| 1995      | Bodas De Sangre con Aurora Bautista#Viaje a AméricaAurora Bautista                                                    | Teatro Avenida                                                                                                  | Libro, iluminación y dirección                               |
| 1996      | Gitanos | Teatro Metropolitan (Buenos Aires)                                                                              | Diseño coreográfico y dirección                              |
| 1996      | Fiesta Gitana | Gitanas (San Pablo, Brasil)                                                                                     | Puesta en escena                                             |
| 1997      | Gitanos II Con coreografías de Antonio Canales (bailaor)                                                              | Teatro Lola Membrives                                                                                           | Vestuario, diseño coreográfico y dirección                   |
| 1997      | Mamá Es Una Estrella Comedia Musical                                                                                  | Teatro Lola Membrives                                                                                           | Libro y dirección                                            |
| 1998      | Homenaje a Federico García Lorca                                                                                      | Teatro Nacional Cervantes                                                                                       | Versión libre de sus obras teatrales y del Romancero Gitano. |
| 1999      | Íntimo Facundo Cabral                                                                                                 | La Trastienda Club Gira                                                                                         | Producción ejecutiva                                         |
| 2000      | Nati 2000 Nati Mistral                                                                                                | Teatro Liceo | Producción ejecutiva                                         |
| 2000      | Como Una Ola Rocío Jurado                                                                                             | Teatro Avenida Montevideo Gira                                                                                  | Coreografía de flamenco y producción ejecutiva               |
| 2001      | La Vida Es Un Carnaval Celia Cruz                                                                                     | Teatro Gran Rex Chile Uruguay                                                                                   | Producción ejecutiva                                         |
| 2001      | Soy La Copla Isabel Pantoja                                                                                           | Teatro Gran Rex Gira                                                                                            | Producción ejecutiva                                         |
| 2001      | Maldito Raphael Raphael                                                                                               | Teatro Avenida Auditorio Nacional Santiago de Chile                                                             | Producción ejecutiva                                         |
| 2001      | Solo Flamenco | Teatro Venevisión (Miami)                                                                                       | Escenografía, vestuario y dirección                          |
| 2002-2003 | Flamenco: Furia y Pasión                                                                                              | Tropigala Hilton (Miami)                                                                                        | Producción y dirección                                       |
| 2003      | Fiesta Gitana | La Zaragozana (Miami)                                                                                           | Producción y dirección                                       |
| 2004      | Corazón Flamenco | Teatro Manuel Artime (Miami)                                                                                    | Producción y dirección                                       |
| 2004-2005 | Fiesta Flamenca | Tropigala Hilton (Miami) Teatro Natives (Nueva York)                                                            | Producción y dirección                                       |
| 2009      | PSB Paloma San Basilio                                                                                                | Teatro Gran Rex Teatro Plaza (Montevideo) Gira                                                                  | Producción ejecutiva                                         |
| 2009      | Entre Coplas y Boleros Isabel Pantoja                                                                                 | Teatro Gran Rex Gira                                                                                            | Producción ejecutiva                                         |
| 2009      | Con Alma De Tango Mariano Mores y Su Orquesta                                                                         | Teatro Gran Rex                                                                                                 | Producción ejecutiva                                         |
| 2010-2013 | Flamenco! La Obra de Federico García Lorca en un musical Musical                                                      | Teatro Astral Teatro Avenida                                                                                    | Libro, diseño coreográfico y dirección general               |
| 2011      | La Despedida Mariano Mores y Su Orquesta                                                                              | Auditorio Nacional del Sodre Dra. Adela Reta (Montevideo-Uruguay)                                               | Producción                                                   |
| 2011      | Canciones Conversadas Facundo Cabral y Sus Amigos                                                                     | ND-Ateneo Gira                                                                                                  | Libro, producción y dirección                                |
| 2012      | Cantando Cuentos Comedia Musical                                                                                      | ND-Ateneo | Libro, Vestuario, escenografía y dirección                   |
| 2012      | Viva La Copla | Teatro Astral                                                                                                   | Libro, Vestuario, coreografía y dirección                    |
| 2013      | Fiesta Flamenca | Teatro Astral                                                                                                   | Coreografía, vestuario y dirección                           |
| 2013      | Lo Mejor De La Copla                                                                                                  | Teatro Astral                                                                                                   | Escenografía, coreografía y dirección                        |
| 2013      | Juerga Gitana | Teatro Maipo | Producción, coreografía y dirección                          |
| 2013      | Leyendas: Lola y Rocío A los dos grandes de españa: Lola Flores y Rocío Jurado                                        | Teatro Maipo | Libro, Producción, coreografía y dirección                   |
| 2014-2015 | Postales De España | Teatro Asturias Gira                                                                                            | Libro, Coreografía y dirección                               |
| 2015      | Hispania, Homenaje a Ángel Pericet                                                                                    | Teatro Astral                                                                                                   | Libro, Coreografía, vestuario y dirección                    |
| 2016      | Noches De Flamenco En Buenos Aires                                                                                    | Teatro Astral                                                                                                   | Libro, vestuario, coreografía y dirección                    |
| 2016      | Gitanos, El Musical                                                                                                   | Teatro Astral                                                                                                   | Libro, Vestuario, diseño coreográfico y dirección            |
| 2017      | Gitano Por Gitano Sandro por Baldomero Cádiz                                                                          | Teatro Astral                                                                                                   | Libro y dirección                                            |
| 2017      | B&B Boleros y blues Baldomero Cádíz                                                                                   | Teatro Astral                                                                                                   | Libro y dirección                                            |
| 2018      | Yo No Soy La Malquerida                                                                                               | Museo de Arte Español Enrique Larreta Gira por Espacios Culturales de la Ciudad Autónoma de Buenos Aires        | Libro, coreografía y dirección                               |
| 2018      | La Murga De La Alegría                                                                                                | Teatro Gran Rivadavia Teatro Niní Marshall y Gira por Espacios Culturales de la Ciudad Autónoma de Buenos Aires | Libro, Escenografía, coreografía, vestuario y dirección      |
| 2018      | Flamenco, Lorca y Pasión                                                                                              | Teatro Astral                                                                                                   | Libro y dirección                                            |
| 2018      | Noches De Verbena en Buenos Aires                                                                                     | Teatro Astral                                                                                                   | Libro, diseño coreográfico y dirección                       |
| 2018-2019 | España Mía | Teatro Regina Museo de Arte Español Enrique Larreta                                                             | Libro, diseño coreográfico y dirección                       |
| 2019      | Flamenco Bajo Las Estrellas                                                                                           | Museo de Arte Español Enrique Larreta                                                                           | Producción, diseño coreográfico y dirección                  |
| 2019      | Fiesta Flamenca | Teatro Astral                                                                                                   | Libro, diseño coreográfico y dirección                       |
| 2019      | Alegrías de España | Teatro Astral                                                                                                   | Libro, diseño coreográfico y dirección                       |
| 2020      | Fuego Flamenco | Teatro Regina                                                                                                   | Diseño coreográfico y dirección                              |
| 2020      | La Copla En Mi Voz | Teatro Regina                                                                                                   | Producción, diseño coreográfico y dirección                  |

| CANAL    | CICLO                  | DESCRIPCIÓN |
| -------- | ---------------------- | --- |
| CANAL 9  | Alta Comedia           | Versión libre de "El Jardín de los Cerezos" de Antón Chéjov.                                                                   |
| CANAL 9  | Alguien Como Usted     | Autor del libro: "Contar hasta 10" ciclo de Irma Roy.                                                                          |
| CANAL 13 | Los Retratos De Andrés | Microprograma semanal de Beatriz Bonnet, Andrés Percivale e invitados. Personaje: Irina                                        |
| TELEFE   | Hola Susana            | Versión libre y letras de canciones de "La Cenicienta", con música original de Ángel Mahler, protagonizado por Susana Giménez. |

## Actividad docente
Ejerció la docencia en instituciones oficiales y privadas. Fue profesor titular de las cátedras de escenografía, práctica escenográfica e historia del traje en el Conservatorio Provincial de Arte Dramático. En su propio estudio contribuyó en la formación actoral de más de dos mil alumnos.

## Publicaciones
Es autor del ensayo "Cuando El Cielo Es El Infierno".
El vídeo home de su espectáculo "Gypsies" vendió más de un millón de copias en todo el mundo por medio de Ebay, Amazon y otras plataformas.
La banda sonora de "Mamá Es Una Estrella", comedia musical creada junto a Ángel Mahler, se encuentra a la venta en sitios de Internet especializados en comedias musicales desde su estreno en el año 1997 hasta la fecha. 